# 14世纪南京
|        | 南京历史 |
| 世纪： | 8世纪南京 \| 9世纪南京 \| 10世纪南京 \| 11世纪南京 \| 12世纪南京 \| 13世纪南京 \| 14世纪南京 \| 15世纪南京 \| 16世纪南京 \| 17世纪南京 \| 18世纪南京 \| 19世纪南京 \| 20世纪南京 |

南京于：1301年-1329年，为元朝建康路；1329年-1356年，为元朝集庆路；1356年-1366年为韩宋应天府（吴王朱元璋管辖）；1367年-1368年为朱吴应天府；1368年-1400年，为明朝应天府（1368年-1378年称南京，1378年-1400年称京师）。

## 大事记

### 1320年代
- 1321年，建广运仓于龙湾山（今狮子山）前，储诸路漕粮经海路运往元大都。
- 1324年，立江东书院于秦淮河畔。
- 1329年，改建康路为集庆路，辖州、县不变；以文宗潜邸所在，按宫殿形制建大龙翔集庆寺。

### 1340年代
- 1343年，浚后湖河道，南至钟山乡珍珠桥，北接龙湾大江，通十七里；张铉修成《金陵新志》。
- 1347年，九月，集庆路花山民反，36人敌数万官兵，旋败；而后沿江起事者纷起，官不能禁。

### 1350年代
- 1354年，十一月，元军围六合，朱元璋率红巾军自滁州救援，退元军。
- 1355年，三月，朱元璋击退屯兵高望（今浦口区）的弁珠玛；旋渡江拔采石、取太平，直逼集庆；九月，郭天叙等攻集庆而败亡，朱元璋继任都元帅。
- 1356年，三月，朱元璋率义军败元军而克集庆路，寻败元军于蒋山，连克周围州县；改集庆路为应天府；上元县徙治淳化镇，次年还昇平桥旧治；七月，朱元璋称吴国公于应天，仍奉宋龙凤正朔；设江南行中书省于应天，朱元璋自兼总省事，置僚佐，建府、州、县各级地方行政机构，寻置枢密院；设营田司，倡军屯，遂为制度。
- 1357年，四月，朱元璋采纳朱升“高筑墙、广积粮、缓称王”之策；十二月，朱元璋令宽简刑罚，从轻处置。
- 1358年，十一月，立管领民兵万户府，简编民间武勇之才，行民兵制。

### 1360年代
- 1360年，三月，朱元璋广延儒士，聘刘基、宋濂等名士至应天；闰五月，陈友谅率水师东下攻应天，朱元璋大败强敌于应天江东桥及龙湾；十二月，修筑龙湾虎口城，征商税；置儒学提举司。
- 1361年，二月，立盐、茶法，置局设官；设宝源局，铸大中通宝钱，与历代钱币并行；置行枢密院、兵马指挥司等军政机构。
- 1362年，五月，朱元璋阅兵三山门；十二月，元使奉诏至应天授朱元璋职，遭拒；扩廓帖木儿遣使至应天，朱元璋致书通好。
- 1363年，三月，朱元璋率部援安丰，迁韩林儿南还滁州；十二月，朱元璋阅兵鸡笼山。
- 1364年，正月朔日，朱元璋称吴王于应天，以原府治为王府（今王府园），延龙凤纪年；四月，置医学提举司；命“凡商税三十税一”，改应天官店为宣课司。
- 1365年，七月，置太史监；九月，建国学于集庆路学；课民桑、麻、木棉。
- 1366年，八月，改筑应天府城；于钟山之阳另作新宫、建庙社，次年九月告成；十二月，朱元璋命溺杀韩林儿于瓜步，改次年为吴元年；置中书省及各部，左、右都督府，御史台等，设百官。以“驱逐胡虏，恢复中华”而发兵25万北征元大都。
- 1367年，五月，置翰林院；九月，改太医监为太医院；遣将破苏州，执张士诚至应天，诚旋自缢；遣送元宗室北还；十月，令百官礼仪尚左，定国子学官制，易太史监为院；置御史台及各道按察司御史台，与中书省、都督府总领天下政；正郊社、太庙雅乐，定乐舞之制；十一月，颁《戊申岁大统历》及定律令；十二月，方国珍至应天降。
- 1368年，正月初四，朱元璋在应天府新宫即帝位，国号明，建元洪武；八月，克元大都，元亡；颁《立南北两京诏》，“以金陵、大梁为南、北京”，金陵始名南京；颁“洪武通宝”钱制；设六部，属中书省；以应天府直隶于中书省。
- 1369年，编《祖训录》，定诸王之制；大封功臣，立功臣庙于鸡笼山；开元史局于天界寺，八月成书。

### 1370年代
- 1372年，正月，诏令于秦淮河燃放万盏水灯。
- 1373年，诏令停科举，察举贤才；成《大明律》，次年颁布全国。
- 1374年，行钞法，禁用金、银、货物交易；于南京设宝钞提举司，造“大明通行宝钞”，后称其地为钞库街。
- 1375年，九月，诏令改建大内宫殿，两年后告竣，建文、永乐年间略有增改。
- 1376年，六月，改行中书省为承宣布政使司，京畿以应天为首，各府、州直辖于南京；置江浦县，应天府始跨江而治，辖大江南北6县；建孝陵于钟山南麓独龙阜玩珠峰下，取“以孝治天下”之说。
- 1378年，正月，诏令废大梁北京建制，南京升为京师。

### 1380年代
- 1380年，正月，诏废中书省，废丞相制，提高六部官秩，听命于皇帝；撤大都督府而置中、左、右、前、后互不统辖的五军都督府，集军权于皇帝一人；罢御史台，废御史大夫官；应天府直隶于六部；“取苏浙等处上户四万五千余家添实京师，壮丁发各监局充匠，余为编户”；左丞相胡惟庸以谋反罪被诛，同当受诛者数以万计；右丞相汪广洋被赐死。
- 1381年，四月，诏建国学于鸡笼山下，易名国子监，其所刻印书版史称“南监本”；九月，建灵谷寺于钟山第二峰小茅山东南，次年九月建成，朱元璋题额“天下第一丛林”；编里甲，行黄册制，建后湖（今玄武湖）黄册库。
- 1382年，五月，以夫子庙国学为应天府学，并上元、江宁两县学，颁学规于国子监，又颁禁例十二条条于天下，诏令恢复科举制；八月，高皇后马氏崩，九月葬于孝陵；置殿阁大学士，以备顾问，秩正五品；设锦衣卫，掌侍卫、缉捕，专司诏狱；置都察院。
- 1384年，七月，诏令改建冶山玄妙观为朝天宫，以教习朝廷礼仪。
- 1385年，建观象台于鸡笼山，隶属钦天监，又名钦天台。
- 1387年，南京内城城垣建成，城周“九十六里”，实则35.267千米，城门13座；命国子监生分行各州县，查粮定区，编鱼鳞图册，与黄册并行。
- 1389年，六合县由扬州府改属应天府。

### 1390年代
- 1391年，诏令迁徙全国各地富户充实京师；建成应天府城垣外郭，周“一百八十里”，实约60千米，城门18座。
- 1392年，八月，诏令改建五府六部等衙署，其布局规则皆按旨意；朱标死，葬于孝陵以东之东陵。
- 1393年，八月，开胭脂河以通浙运；凉国公蓝玉以谋逆罪被诛，同案受诛者达1.5万之众；核田土。
- 1394年，全国形成以京师为中心的8条驿道干线。
- 1398年，闰五月，朱元璋崩，葬于孝陵，朱允炆即位。
- 1399年，四月，京师地震，四方山崩，水溢，大风雨雹，蝗旱千里；行削藩，废诸王，朱棣发动靖难之役。